# Megan Imrie
Pour les articles homonymes, voir Imrie.
Megan Imrie, née le 14 février 1986 à Kenora, est une biathlète canadienne. 

## Biographie
Megan Imrie découvre un intérêt pour le biathlon à l'âge de six ans. Plus tard, elle participe à des compétitions de rodéo et de ski longue distance.
Elle entre dans l'équipe nationale canadienne de biathlon lors de l'hiver 2002-2003. Durant sa carrière, elle prend part à deux éditions des Jeux olympiques, en 2010 à Vancouver, puis en 2014 à Sotchi où elle termine dans le top trente des quatre épreuves individuelles. Elle compte aussi de multiples titres nationaux à son palmarès. En Coupe du monde, elle obtient ses meilleurs résultats lors de la saison 2011-2012 avec notamment deux top vingt.
Elle prend sa retraite sportive à l'issue de la saison 2013-2014.

## Palmarès

### Jeux olympiques
| Épreuve / Édition              | Individuel | Sprint | Poursuite | Départ groupé | Relais | Relais mixte                     |
| Jeux olympiques 2010 Vancouver | 61e        | 75e    | —         | —             | 14e    | Épreuve inexistante à cette date |
| Jeux olympiques 2014 Sotchi    | 29e        | 30e    | 27e       | 26e           | 7e     | 10e                              |

- — : N'a pas participé à l'épreuve.
- : épreuve non-olympique

### Championnats du monde
| Mondiaux \ Épreuve | Individuel | Sprint | Poursuite | Départ en masse | Relais | Relais mixte |
| 2008 Östersund     | 51e        | 75e    | -         | -               | 19e    | 15e          |
| 2009 Pyeongchang   | 45e        | 66e    | -         | -               | 9e     | 16e          |
| 2012 Ruhpolding    | 47e        | 51e    | 39e       | -               | 13e    | 18e          |

### Coupe du monde
- Meilleur classement général : 51e en 2012.
- Meilleure performance individuelle : 17e.

#### Classements en Coupe du monde
| Saison    | Classement général final | Individuel | Sprint | Poursuite | Mass start |
| 2007-2008 | nc                       | nc         | nc     |           |            |
| 2008-2009 | nc                       | nc         | nc     |           |            |
| 2009-2010 | 87e                      | nc         | 74e    |           |            |
| 2010-2011 | 84e                      | 62e        | 75e    |           |            |
| 2011-2012 | 51e                      | 42e        | 52e    | 58e       |            |
| 2012-2013 | nc                       | nc         | nc     |           |            |
| 2013-2014 | 73e                      | nc         | 61e    | 78e       | -          |